# Château de Mirabeau

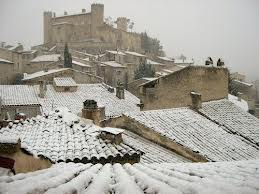
Château de Mirabeau sous la neige.

Le château de Mirabeau, est un château d'origine médiévale qui surplombe le village de Mirabeau, dans le département français du Vaucluse.

## Historique
Un château fort est mentionné à cet endroit depuis le XIIe siècle car le premier « castrum » fut bâti au début du XIIe siècle et était possession de l’abbaye Saint-André de Villeneuve-lès-Avignon en 1119.
Le seigneur de Mirabeau accorda à ses villageois, en 1257, des franchises d’imposition et fit construire un pont sur la Durance en 1260. Ses fils se défirent de ce fief, en 1287, qu'ils vendirent: une partie à Charles II de Provence, l’autre à Guillaume III de Sabran, comte de Forcalquier.
Détruit, l'édifice actuel fut probablement construit dans le 4e quart du XVIe siècle ou la première moitié du XVIIe siècle pour les Riqueti (dont l'un des plus célèbres représentants est Honoré-Gabriel Riqueti).
Le bâtiment fut ensuite remanié et agrandi (ailes nord et ouest) au XVIIIe siècle (plus tard restauré et remanié entre 1857 et 1896).
Jusqu'à la révolution, le château était précédé, au sud, d'une basse-cour dont l'enceinte était cantonnée de deux tours circulaires de mêmes dimensions que les quatre conservées.
Le 12 août 1934 un incendie ravage la moitié nord du corps principal du bâtiment.

## Architecture
Quadrilatère presque régulier formé d'une courtine cantonnée de quatre tours circulaires au rez-de-chaussée couvert en coupole et au couronnement crénelé.
À l'intérieur: deux ailes en équerre adossées aux murs nord et est ; à l'extérieur, une aile adossée au mur ouest et un corps de logis, contenant la chapelle, adossé au mur nord.
La distribution est commandée par l'escalier rampe sur rampe dans l'aile nord, sauf l'aile ouest (anciennes écuries et communs) desservie par un escalier tournant à retours suspendu.
La cuisine est voûtée d'arêtes au rez-de-chaussée de l'aile nord, la buanderie se trouve dans l'aile ouest.

## Informations complémentaires
Dès 1364, il est attesté que le fief de Mirabeau contrôlait également un bac sur la Durance, alors l'un des rares points de passage routier (et commercial) de la rivière dans la région. C'est d'ailleurs grâce à cette activité que le village survécut, mieux qu'ailleurs, à la grande crise de la fin du Moyen Âge.

## Pages liées

### Pages internes
- Vaucluse (département)
- Mirabeau
- Histoire de la Provence
- Pertuis

### Pages externes
- Histoire de la Provence